# Bagnères-de-Luchon

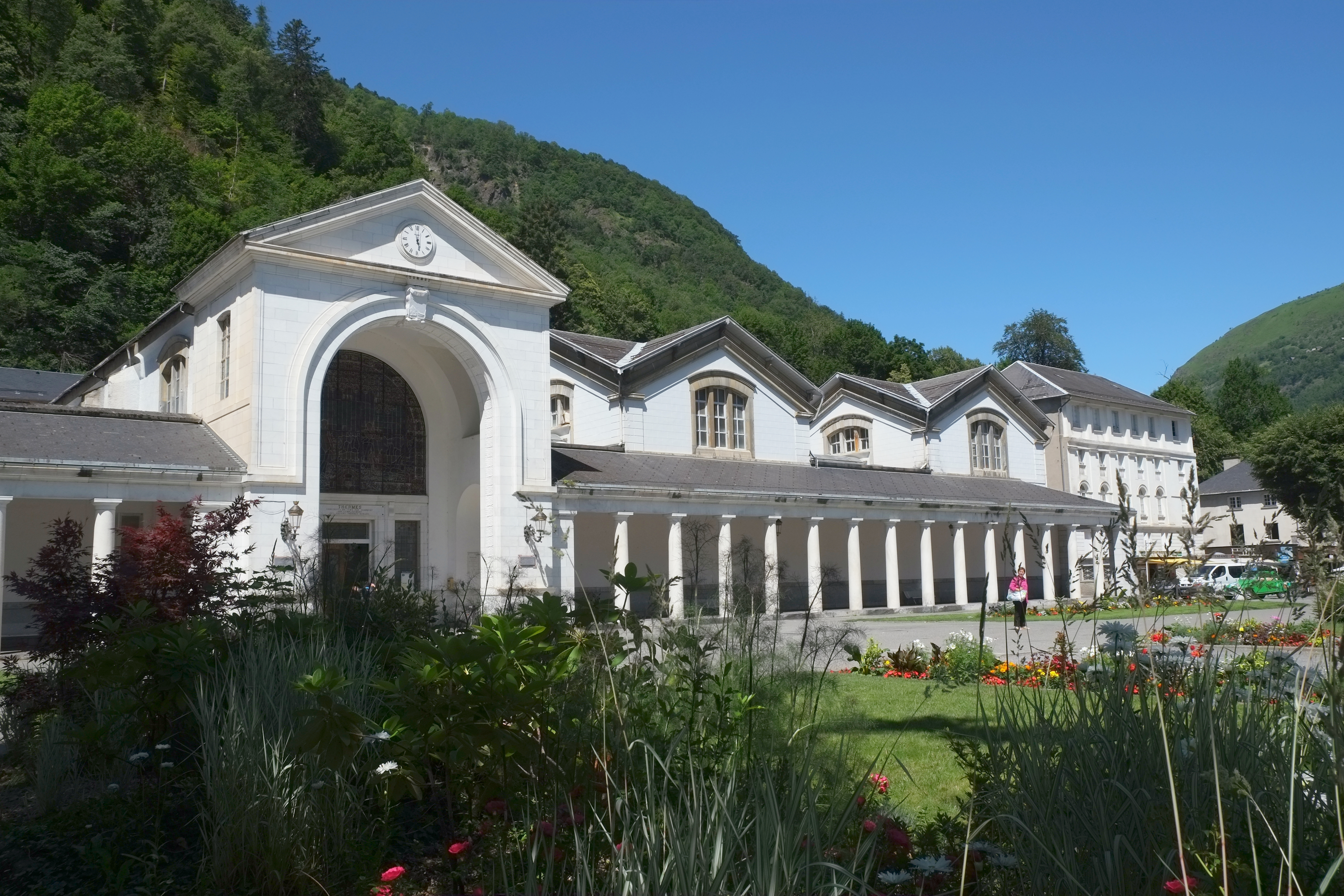
Thermes Chambert

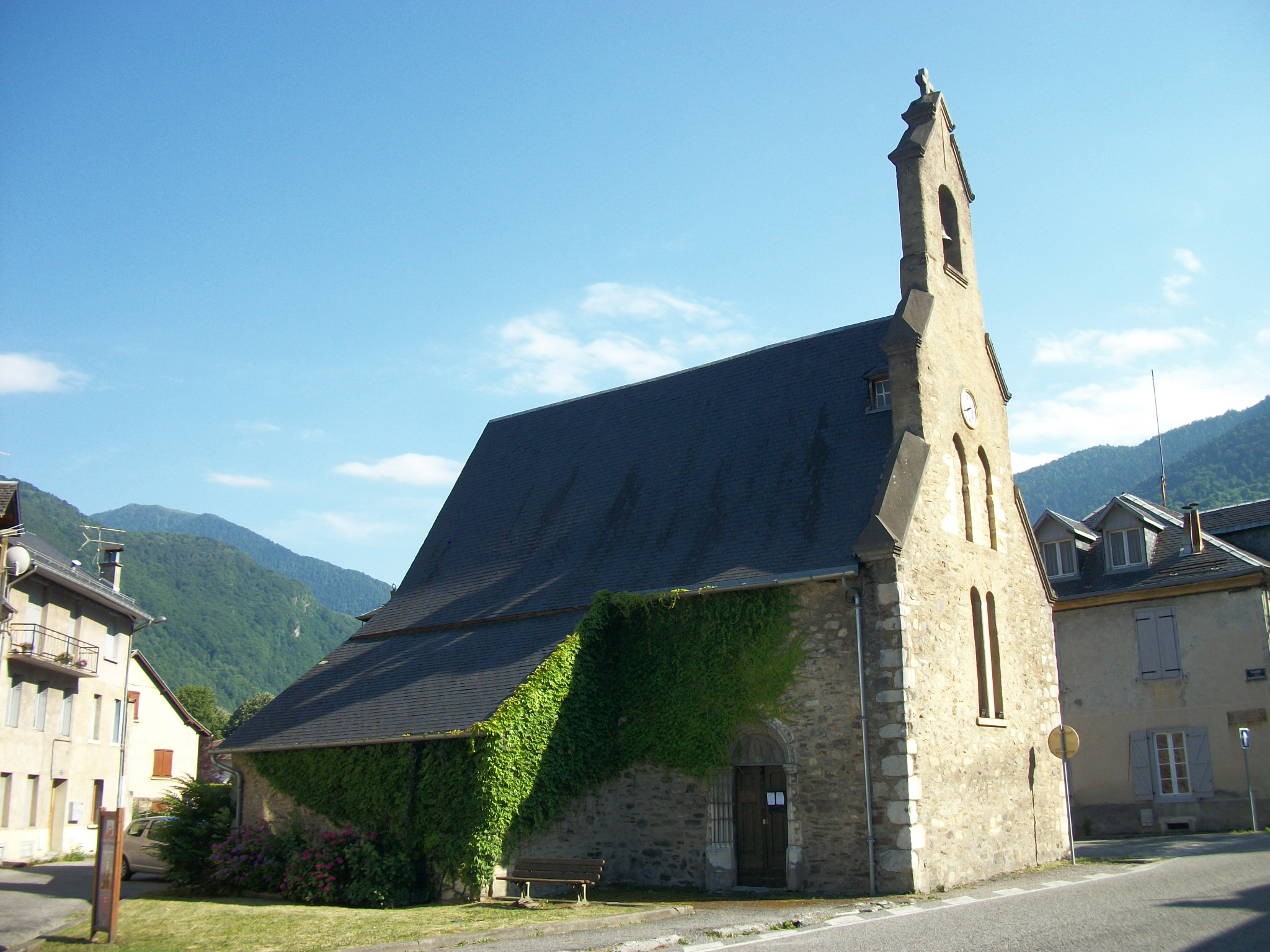
Kapelle Saint-Étienne

Bagnères-de-Luchon (auch Luchon) ist ein südfranzösischer Ort und eine Gemeinde mit 2.081 Einwohnern (Stand 1. Januar 2022) in der ehemaligen Grafschaft und Provinz Comminges (heute: Département Haute-Garonne in der Région Okzitanien; bis 2015 Region Midi-Pyrénées); der Ort ist als Thermalbad und Wintersportort (Superbagnères) bekannt.

## Lage und Klima
Bagnères-de-Luchon liegt im Tal der Pique, an der Einmündung ihres linken Nebenflusses Neste d’Oô, der hier auch One genannt wird, inmitten der französischen Pyrenäen nahe der französisch-spanischen Grenze und dem Val d’Aran in einer Höhe von ca. 630 m. Das Klima ist gemäßigt bis warm; Regen (ca. 875 Millimeter pro Jahr) fällt übers Jahr verteilt.

## Bevölkerungsentwicklung
| Jahr                       | 1800 | 1851 | 1901 | 1954 | 1999 | 2017 | 2019 |
| Einwohner                  | 1080 | 2770 | 3260 | 3666 | 2900 | 2312 | 2285 |
| Quellen: Cassini und INSEE |      |      |      |      |      |      |      |

Das stetige Bevölkerungswachstum seit dem 19. Jahrhundert beruht im Wesentlichen auf der wachsenden Bedeutung des Kurtourismus und dem gleichzeitigen Verlust von Arbeitsplätzen auf dem Lande infolge der Mechanisierung der Landwirtschaft (Landflucht). Seit den 1960er Jahren geht die Bedeutung als Kurort zurück.

## Wirtschaft
Wurden in früherer Zeit Ackerbau und Viehzucht zur Selbstversorgung betrieben, so hat sich der Ort wegen seiner Thermalquellen und seit dem Anschluss an das französische Eisenbahnnetz (1873) zu einem Kurort gewandelt.

## Verkehr
Luchon ist Endpunkt der Bahnstrecke Montréjeau–Luchon. Der Verkehr mit Schienenfahrzeugen wurde von 2014 wegen des schlechten Zustands der Strecke bis zum Abschluss ihrer Renovierung (geplant für 2025) auf die Straße verlagert.

## Geschichte
Bereits die Römer kannten und nutzten die Thermalquellen. Im frühen und späten Mittelalter gewährten Karl der Große und Gaston Fébus der Grenzregion eine gewisse Eigenständigkeit. Der Ort lag an einer Nebenstrecke des Jakobswegs; ein Pilgerhospiz (Hospice de France) liegt in ca. 1385 m Höhe.

## Sehenswürdigkeiten
- Kurhaus Thermes Chambert (1848–1854)
- Kirche Notre-Dame-de-l’Assomption (1847–1857; Fassade 1890)
- Kapelle St-Étienne in Barcugnas (12. Jahrhundert)[2]
- Villen aus dem 19. Jahrhundert

## Sonstiges
Bagnères-de-Luchon war mehrfach Etappenort der Tour de France.

## Persönlichkeiten
hier geboren
- Jules Brévié (1880–1964), Kolonialbeamter und Politiker
- Britt Lafforgue (* 1948), Skirennläuferin
- Ingrid Lafforgue (* 1948), Skirennläuferin
- Maurice Lafforgue (1915–1999), Skirennläufer
- Olivier Pédémas (* 1968), Fußballspieler und -trainer

berühmte Besucher
- Alphonse de Lamartine (1790–1869), Schriftsteller und Politiker
- Victor Hugo (1802–1885), Schriftsteller und Politiker
- José-Maria de Heredia (1842–1905), Schriftsteller
- Prinz Louis-Napoléon Bonaparte (1808–1873), französischer Staatspräsident
- Edmond Rostand (1868–1918), Theaterschriftsteller
- Gustave Flaubert (1821–1880), Schriftsteller
- Guy de Maupassant (1850–1893), Schriftsteller und Journalist
- Octave Mirbeau (1848–1917), Journalist, Kunstkritiker und Romanautor
- Stéphen Liégeard (1830–1925), Jurist, Politiker und Dichter
- Prinz Moulay Mohammed (1909–1961), Sultan und König von Marokko
- Alfons XIII. (1886–1941), König von Spanien
- Sacha Guitry (1885–1957), Schauspieler, Filmregisseur, Drehbuchautor und Dramatiker
- Francis Carco (1886–1958), Schriftsteller und Kunstkritiker
- François Mauriac (1885–1970), Schriftsteller
- Paul Lafargue (1842–1911), Sozialist und Arzt
- Laura Lafargue (1845–1911), Ehefrau des Sozialisten Paul Lafargue
- Eleanor Marx (1855–1898), deutsch-englische Sozialistin, Publizistin, Vortragsrednerin und Übersetzerin
- Jenny Marx (1814–1881), deutsche Sozialistin und Ehefrau von Karl Marx

u. a.